# Anna Falcão
Anna Tourão Machado Falcão (Igarapé-Miri, 1862 - São Paulo, 1940) foi a primeira médica brasileira a exercer a profissão na região da Amazônia.

## Biografia
Anna Tourão Machado nasceu em Igarapé-Miri, no Pará, no dia 28 de abril de 1862; filha de Andreza Tourão e Antônio Lopes Machado. Foi a terceira filha do casal, que já tinham dois filhos: Maria e Antônio Filho.
Como Antônio Filho não era afeito aos estudos, Anna se dispôs a realizar o sonho do pai de ter um filho médico. Aos 20 anos, Anna mudou-se para Nova Iorque, nos Estados Unidos, com seu pai e sua irmã, para estudar no New York Medical College and Hospital for Women. A empreitada só foi possível porque seu pai tinha muito dinheiro: era senhor de engenho e proprietário de muitos escravos.
Anna concluiu o curso em cinco anos, em 19 de abril de 1887. Durante a solenidade de formatura, ela recebeu medalha de ouro de honra ao mérito por seu desempenho como melhor aluna da turma.

Por ter obtido o diploma no exterior, iniciou o processo de revalidação na Faculdade de Medicina da Bahia, em 10 de dezembro de 1887; sendo a primeira mulher a fazê-lo.
Registro da apostilla da Drª Anna T. Machado. Considerada habilitada ao exercício da profissão nos Estados Unidos do Brazil, na forma dos Estatutos das Faculdades de Medicina da Republica. Bahia e Faculdade de Medicina 28 de janeiro de 1892. O director da Faculdade Drº. Antonio Cerqueira Pinto. O secretario Drº. Alessandro (?) dos Reis Meirelles Pinto. Nº 2 R$ 200$000. Pagou duzentos mil reis de sello. Alfândega da Bahia, 28 de janeiro de 1892.
O diploma revalidado foi emitido em 28 de janeiro de 1892, com a tese “A Ovariotomia e suas Indicações”. A demora na revalidação se deu a diversos acontecimentos em sua vida pessoal: retornou a sua cidade natal após o falecimento de seu pai; casou-se com Emílio Ambrósio Marinho Falcão (que estudava na Faculdade de Medicina da Bahia, mas mudou para Odontologia para poder antecipar o matrimônio); engravidou de sua primeira filha.
Em 1892, em meio à riqueza do ciclo da borracha, Anna Falcão abriu seu consultório juntamente com seu marido em Belém (PA), à Rua 13 de Maio, n° 59. Dentre os pacientes de Emílio, esteve o compositor Antônio Carlos Gomes. Anos depois, Emílio entrou para a política, mas não teve sucesso e passou a receber ameaças. Por isso, em 1908, arrendou um grande seringal às margens do Rio Acre, no estado de mesmo nome. Ficou longe da família e sem dar notícias por quase um ano. Quando regressou, Anna já havia decidir ir viver com ele no Acre.
Quando lá chegaram, a babá que adoecera durante a viagem de barco, faleceu. A família passa a morar em um barracão precário de madeira, construído sobre palafitas. Moradia que trocam assim que as finanças melhoram: vão morar em um sobrado de madeira, sendo um armazém no térreo e, em cima, o escritório, a farmácia e os quartos da família. Nesse cenário, Ana foi a primeira médica da região. Diante das condições precárias, por dez anos, acumulou funções; atuando no combate da malária e da gripe espanhola, exercendo funções de enfermeira, parteira e farmacêutica, e utilizavando os conhecimentos indígenas de ervas medicinais para a fabricação de remédios.
Em 1921, Anna e Emílio mudaram-se para Xapuri (AC), onde ela continuou a exercer a Medicina. Quando as filhas Celina e Lucíola mudarem-se com seu maridos para São Paulo, Anna e Emílio mudaram-se para Santos; onde ela atuou como médica até 1925, quando estava 63 anos de idade.
Anna Tourão Machado Falcão faleceu em 1940, na cidade de São Paulo, aos 77 anos.

## Vida pessoal
Anna Tourão Machado Falcão e Emílio Falcão tiveram cinco filhas: Celina, Valdomira, Maria José, Ambrozina e Lucíola. E um neto: Rolando.

## Homenagem
- Dá nome a uma escola no Acre.[1][3]